# يوجين باترسون
يوجين باترسون (بالإنجليزية: Eugene Patterson)‏ هو محرر وصحفي أمريكي، ولد في 15 أكتوبر 1923 في فالدوستا في الولايات المتحدة، وتوفي في 12 يناير 2013 في سانت بطرسبرغ في روسيا بسبب سرطان.